# Microglanis iheringi
Microglanis iheringi är en fiskart som beskrevs av Gomes, 1946. Microglanis iheringi ingår i släktet Microglanis och familjen Pseudopimelodidae. Inga underarter finns listade i Catalogue of Life.